# Incidente ferroviario di Domodossola
L'incidente ferroviario di Domodossola fu un deragliamento di un treno, proveniente da Briga, avvenuto nella stazione di Domodossola l'11 agosto del 1939 a causa dell'elevatissima velocità raggiunta dal convoglio per malfunzionamento del sistema frenante.

## Dinamica dei fatti
L'11 agosto 1939, alle ore 18:30, giungeva nella stazione di Iselle il treno misto raccoglitore con carrozze viaggiatori partito alle 18:10 da Briga e diretto a Domodossola, da dove sarebbe proseguito come treno omnibus n. 4329 fino a Milano; la trazione del treno era affidato alle ferrovie svizzere con loro personale, secondo gli accordi di gestione della tratta internazionale. Aggiunti alcuni carri merci carichi di carbone, il treno ripartì, ma, uscito dalla galleria di Trasquera, il macchinista si accorse di non riuscire a rallentare la corsa. Per effetto della forte discesa, la velocità del treno continuava ad aumentare e al transito della stazione di Varzo questa era già molto elevata; il treno avrebbe dovuto fermarsi, ma non poté farlo; fu dato quindi l'allarme e a Domodossola venne disposto l'itinerario verso un binario sgombro di treni, nel tentativo di limitare i danni. Alle 18:55 il treno, ormai a folle velocità, imboccò il deviatoio, ma alla controcurva uscì dai binari, andando a sbattere contro una locomotiva di manovra posta sul binario adiacente. Il brusco contraccolpo fece accavallare i carri merci l'uno sull'altro, sfasciandosi; l'ultima carrozza viaggiatori si sganciò, fermandosi poi senza uscire dal binario assieme a un gruppo di carri. Nell'urto trovarono la morte 6 persone, mentre 13 rimasero ferite in maniera grave.

## I treni coinvolti
- Treno misto composto da locomotiva elettrica FFS Ae4/7, carri merci di vario tipo e carrozze viaggiatori di 1ª, 2ª e 3ª classe[3].
- Locomotiva di manovra in sosta[1].

## Le vittime
Nell'incidente persero la vita 4 dei 5 agenti ferroviari in servizio sul treno: il capotreno Edoardo Gailiard, di anni 55, il macchinista Rodolfo Grieb, di anni 60, l'aiuto macchinista Enrico Erb, di anni 39 e il frenatore Arturo De Rosa, di anni 37, e altre due persone tra i viaggiatori.
Rimasero feriti il frenatore Armando Ribetta, di anni 42, e altri 12 viaggiatori.

## L'inchiesta
L'inchiesta giudiziaria venne assunta dalla magistratura di Verbania. Venne chiusa il 14 ottobre del 1940 con un "non luogo a procedere" per gli imputati deceduti e il proscioglimento "per non aver commesso il fatto" del frenatore sopravvissuto.